# Klamm

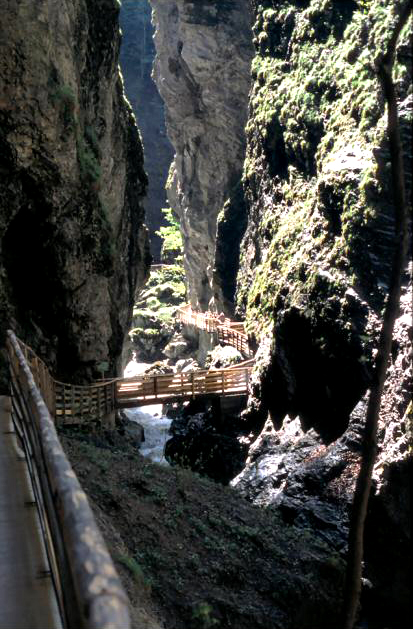
Die Liechtensteinklamm bei Sankt Johann im Pongau, Salzburg, Österreich

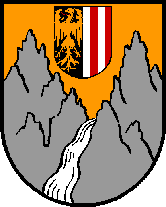
Redendes Wappen von Klam

Eine Klamm (amerikanische Entsprechung: Slot Canyon) ist ein im Festgestein eingeschnittenes, schmales Tal. Die geomorphologische Form der Klamm tritt besonders häufig im österreichischen und bairischen Sprachraum auf und bezeichnet dort eine besonders enge Schlucht im Gebirge mit teilweise überhängenden Felswänden. Durch die Überhänge ist die Breite des Tals in der Höhe teilweise geringer als am ganz vom Fluss oder Bach ausgefüllten Talgrund.

## Eigenschaften
In einer Klamm fließt das Wasser stellenweise und zeitweise recht reißend – je nach Ausbildung des Gesteins – meist an sehr engen Stellen. Es gibt Klammen, deren Felswände sich an manchen Bereichen nur wenige Meter voneinander gegenüberstehen. Durch die geringe Sonneneinstrahlung können zwischen den Felswänden eingeklemmte Eisklumpen weit unterhalb der sonstigen Frostgrenze den Sommer überdauern. Nach Starkregen besteht wegen des geringen Querschnitts auch außerhalb der Zeit der Schneeschmelze die Gefahr eines schnellen Pegelanstiegs.

## Entstehung
Eine Klamm entsteht dadurch, dass sich ein fließendes Gewässer in einem Zeitraum von vielen tausend Jahren in das Gestein einschneidet und sich tiefe Schluchten bilden – meist durch Schmelzwasser und Geröll von Gletschern nach der Eiszeit. Dies wird dadurch begünstigt, dass kleinere Gletscher in Nebentälern durch ihre geringere Eisauflast das Gestein weniger tief ausschürfen konnten als die größeren Gletscher der Haupttäler (siehe Hängetal). Somit ist der Höhenunterschied zur lokalen Erosionsbasis anfangs relativ groß, und die Wasserläufe dieser Nebentäler schneiden sich nach dem Abschmelzen der Gletscher durch rückschreitende Erosion immer tiefer bis auf das Niveau ihres Vorfluters in das Gestein ein. Voraussetzung für die Entstehung einer Klamm ist hartes Festgestein. In den Bayerischen Kalkalpen wurde deren Entstehung durch das vorhandene Carbonatgestein begünstigt, das in hohem Maße zusätzlich zur mechanischen Erosion auch Prozessen der chemischen Verwitterung durch Wasser unterliegt. Gegenüber der lang anhaltenden Tiefenerosion ist Denudation an den stellenweise gar überhängenden Klammwänden unwesentlich, wodurch die einschneidende Form entsteht und nahezu kein Hangabtrag stattfindet.
Viele Klammen wurden durch Stege, Brücken und Stollen für Besucher begehbar gemacht.

## Slot Canyons
Slot Canyons sind ein typisches Landschaftsmerkmal des Colorado-Plateaus im Südwesten der USA. Leicht erodierbare Sedimentschichten aus Sandstein sowie das trockene Klima begünstigen die Bildung der Canyons. Charakteristisch sind Sturzfluten (engl.: flash floods), nach meist kurzen Sommergewittern fließen große Wassermengen in kürzester Zeit durch die sonst trockene Schlucht.
Beispiele für bekannte, leicht erreichbare Slot Canyons sind Upper und Lower Antelope Canyon bei Page im Bundesstaat Arizona, sowie die Zion Narrows in Utah. Die Schluchten des Colorado-Plateaus erlangten in den letzten Jahren steigende Bedeutung für den Tourismus und sind bei Fotografen sehr beliebt.

## Gefährdung des Menschen
Aufgrund ihrer Form sind bei Unwettern schnelle und gleichzeitig starke Wasserpegelanstiege zum Teil auf ein Vielfaches des normalen Pegels möglich. Daraus kann für Besucher der Klamm eine lebensgefährliche Situation entstehen. In der Partnachklamm wurden im  Juni 2018 zwei Wanderergruppen durch Hochwasser eingeschlossen. In der Dr.-Vogelgesang-Klamm wurden im Juli 2021 die Stege durch Hochwasser zerstört. In der Bärenschützklamm kam es im Juli 2020 zu einem Felssturz, der drei Tote und neun Verletzte unter den Besuchern forderte.

## Beispiele

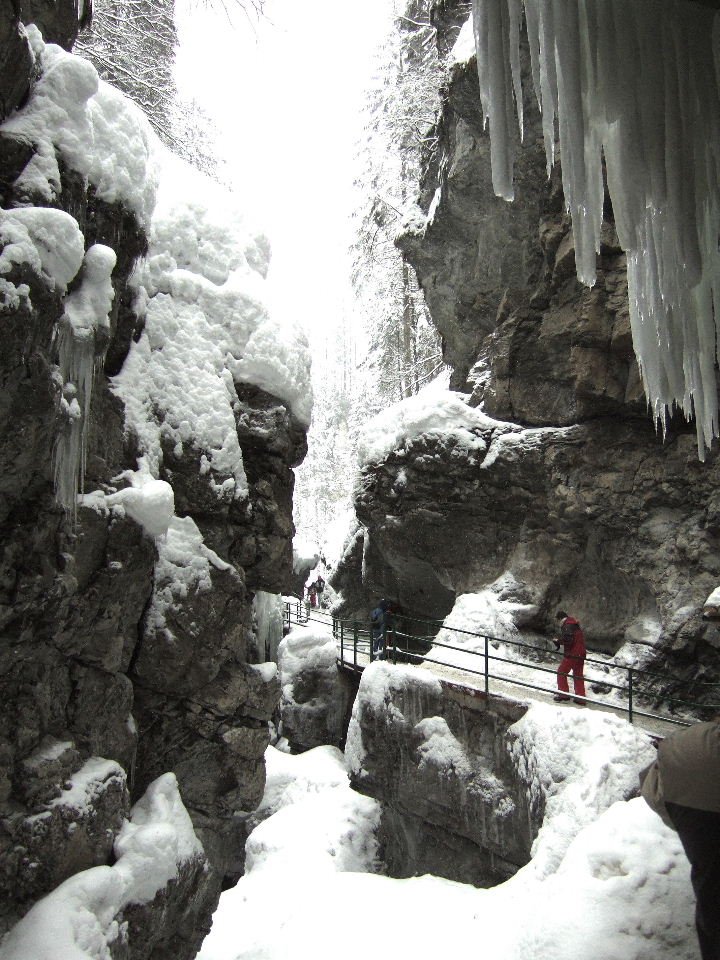
Breitachklamm bei Oberstdorf
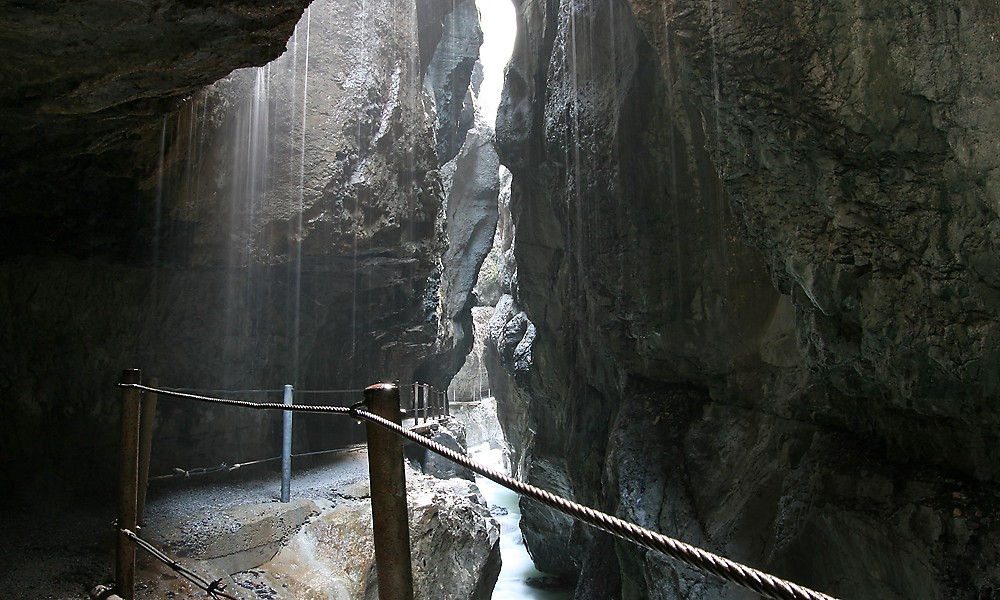
Die Partnachklamm nahe Garmisch-Partenkirchen
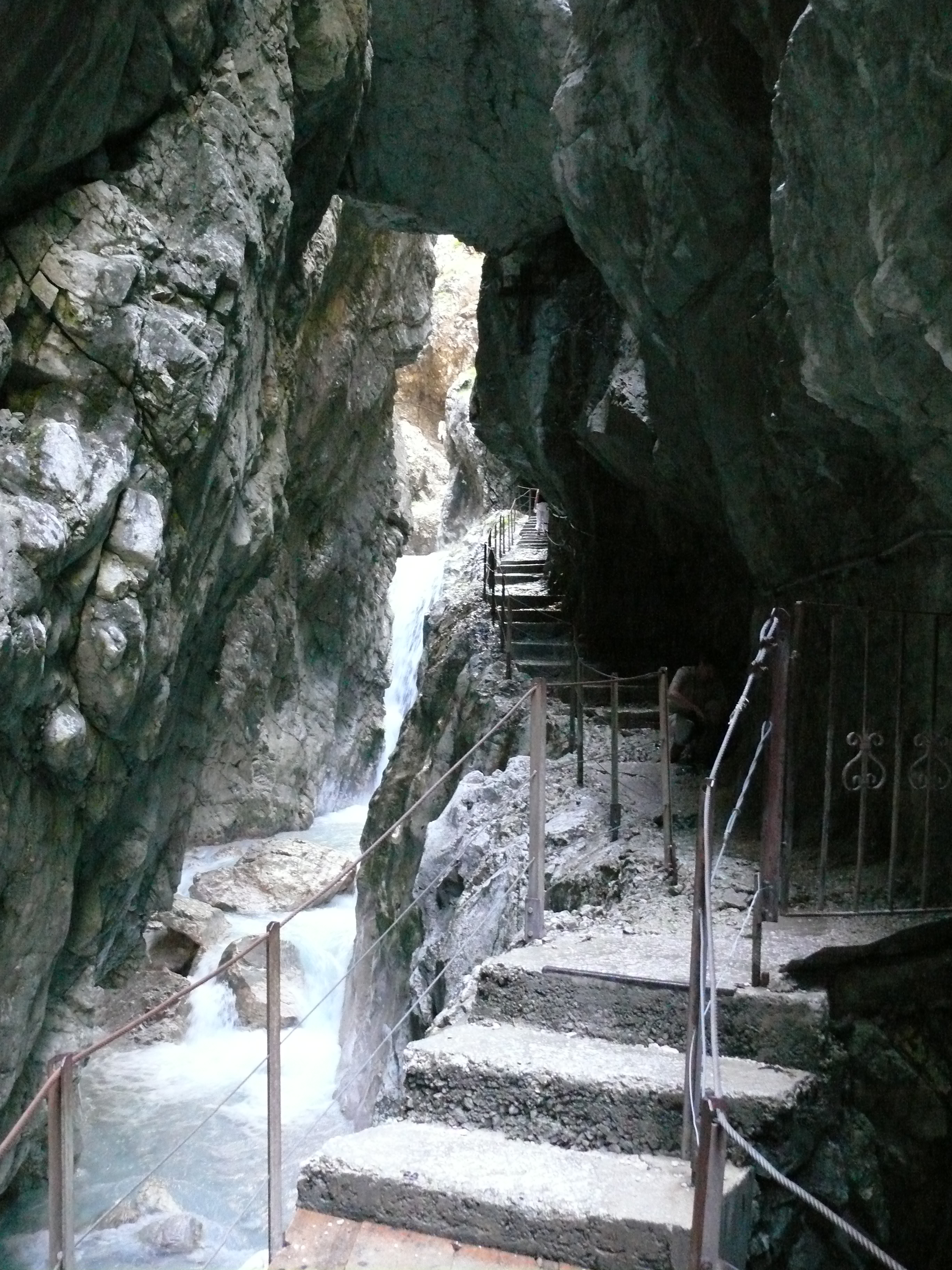
Höllentalklamm bei Grainau
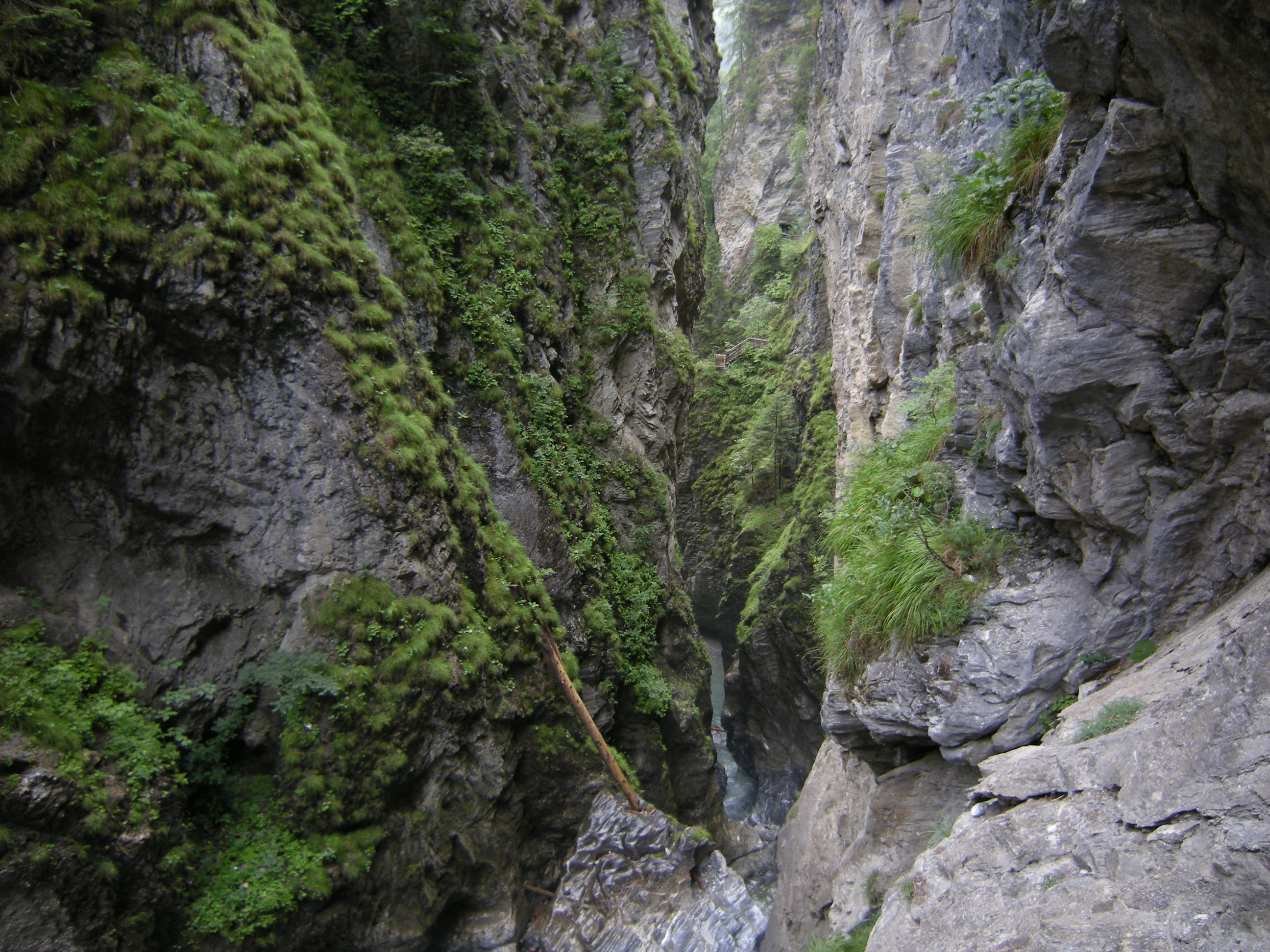
Kitzlochklamm bei Taxenbach, Salzburg, Österreich
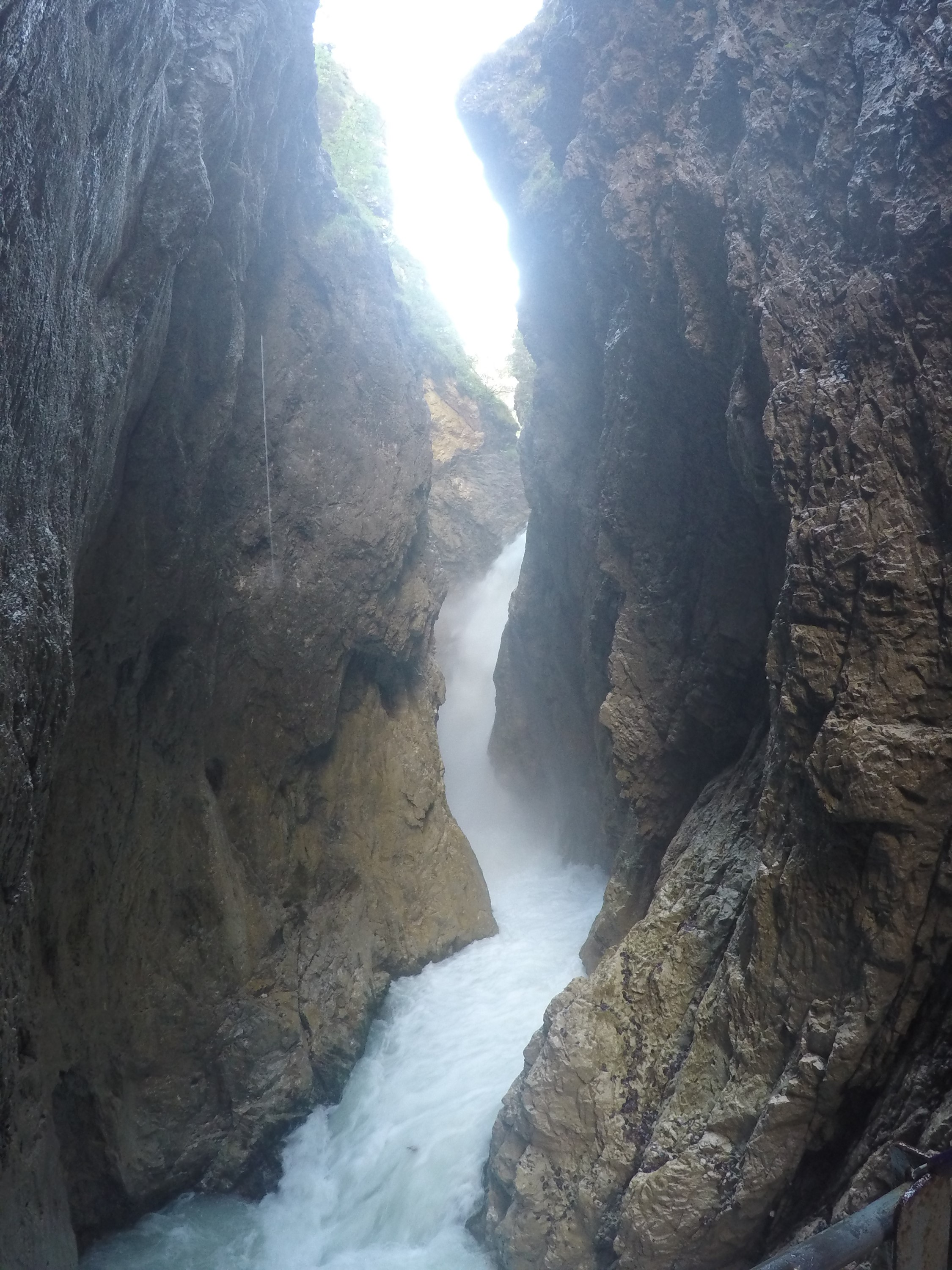
Leutaschklamm-Wasserfall, nahe Mittenwald
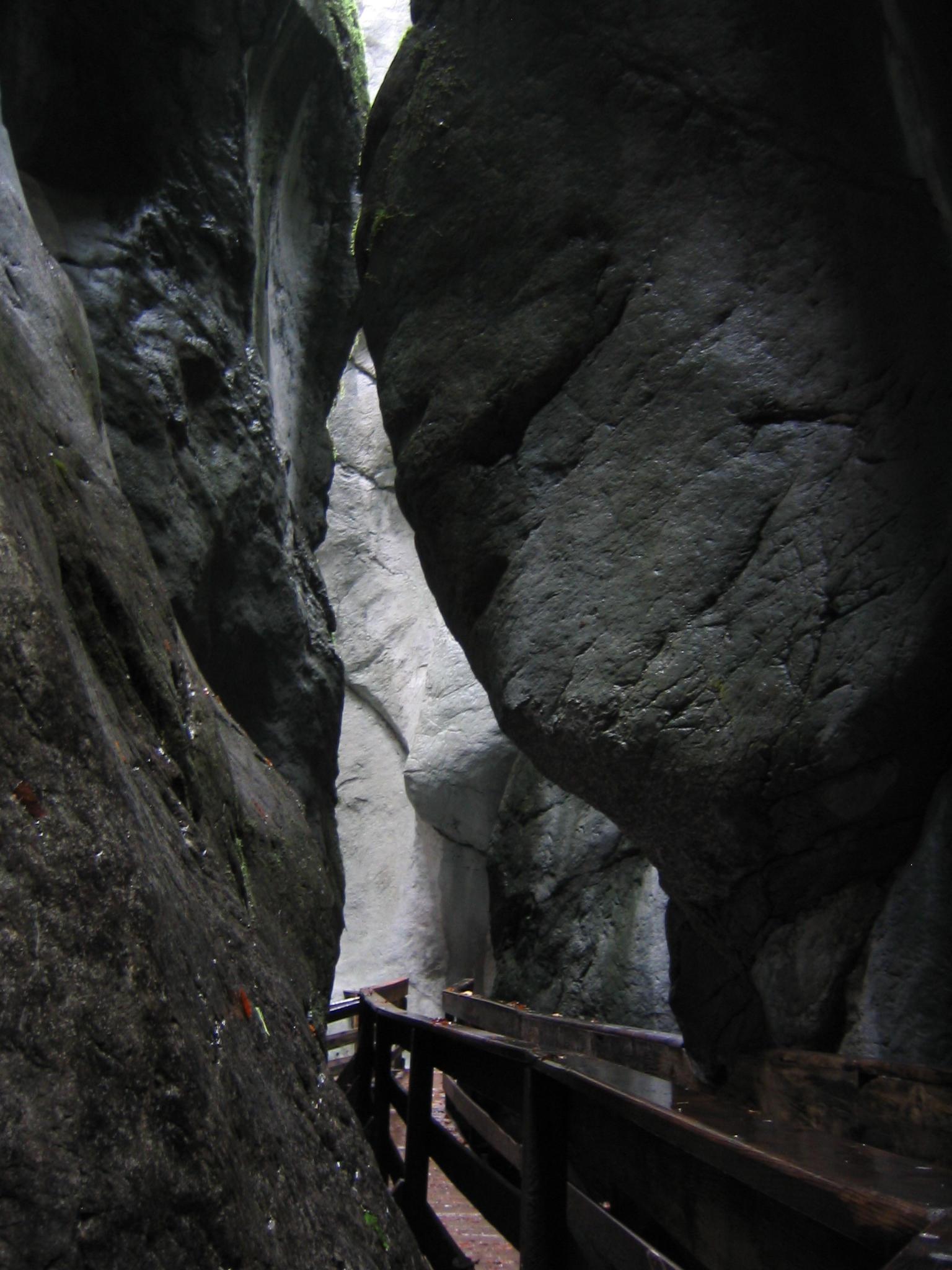
Seisenbergklamm bei Weißbach bei Lofer, Salzburg, Österreich
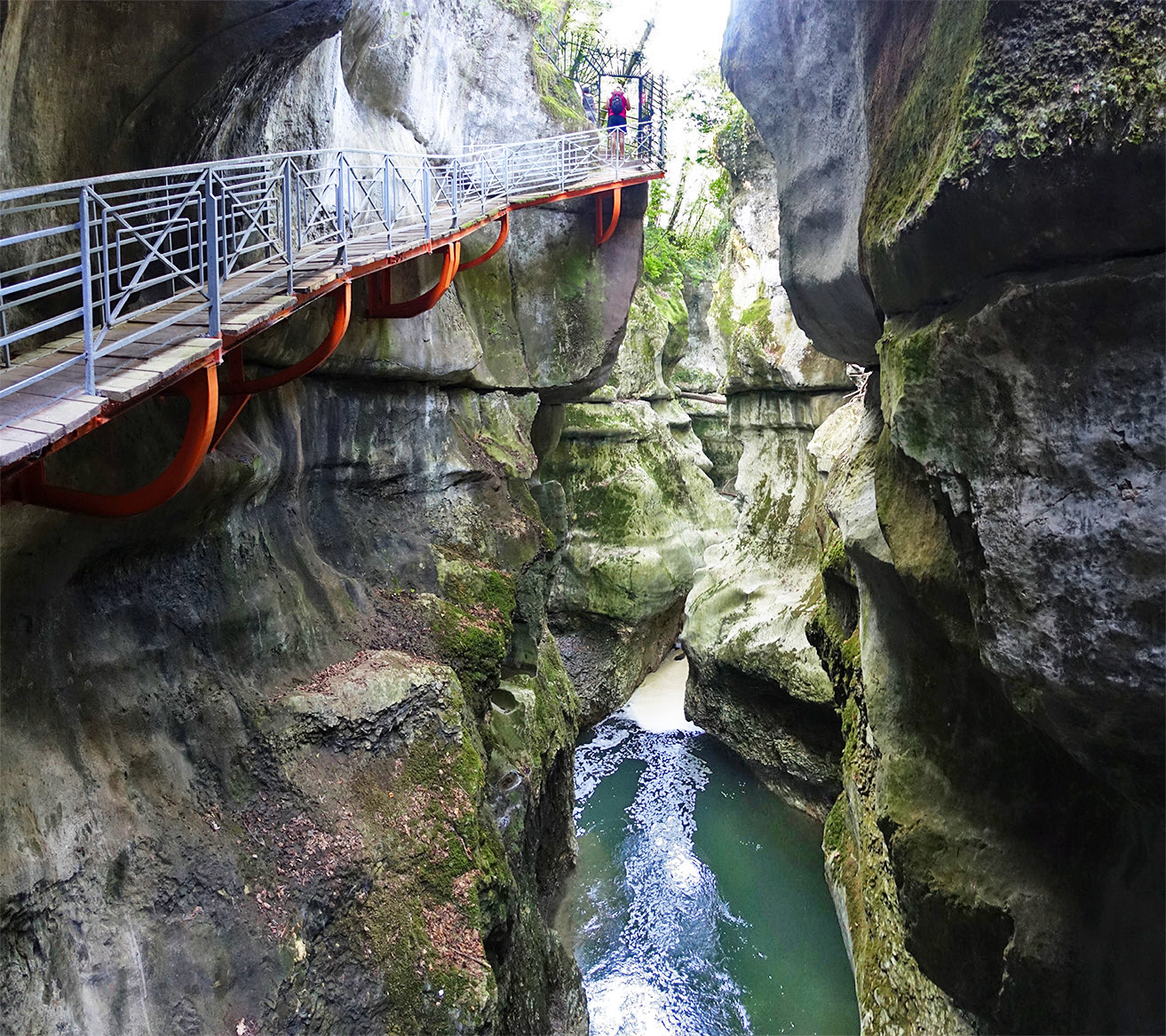
Gorges du Fier im Département Haute-Savoie, Frankreich
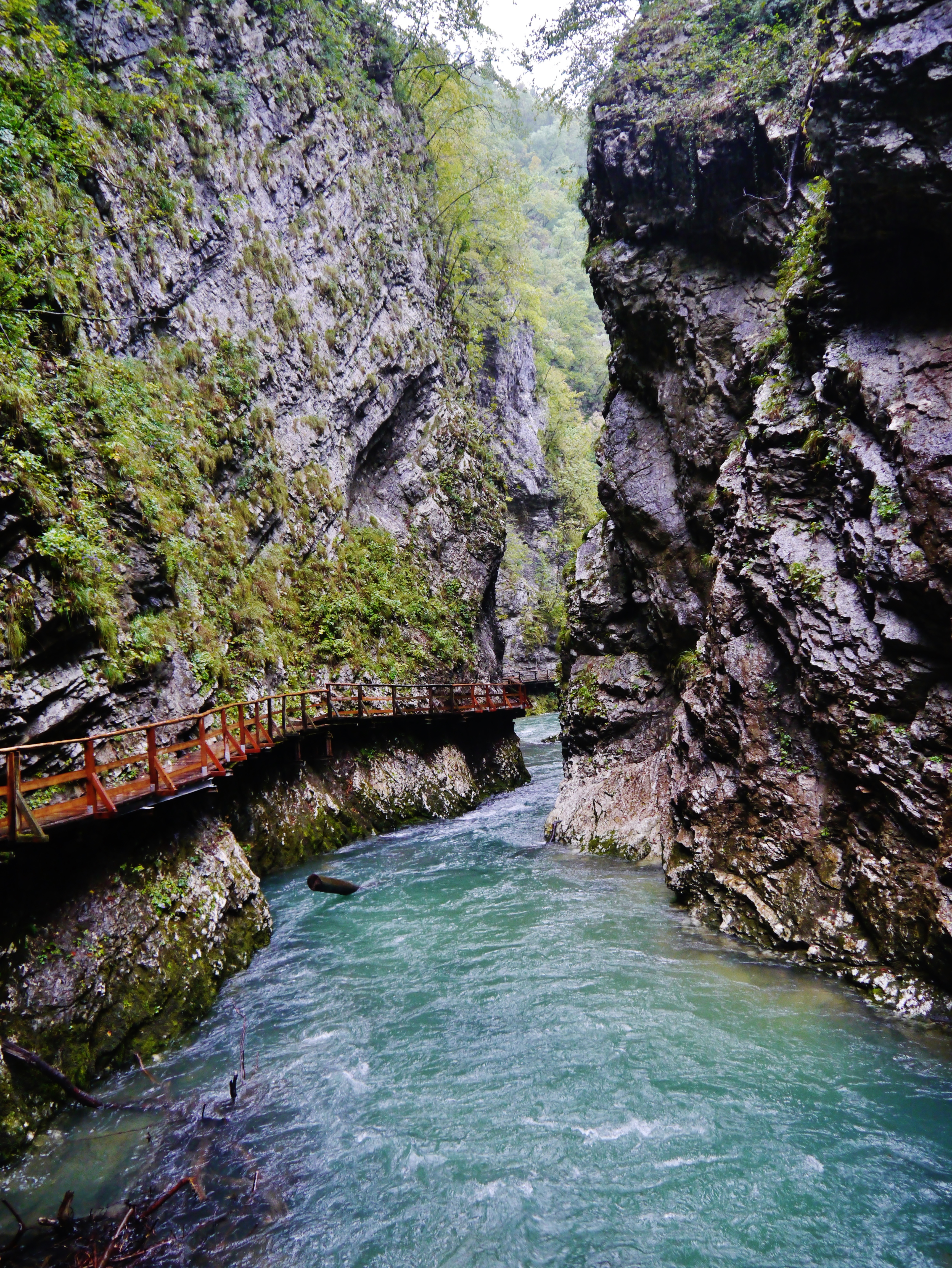
Vintgarklamm in Slowenien
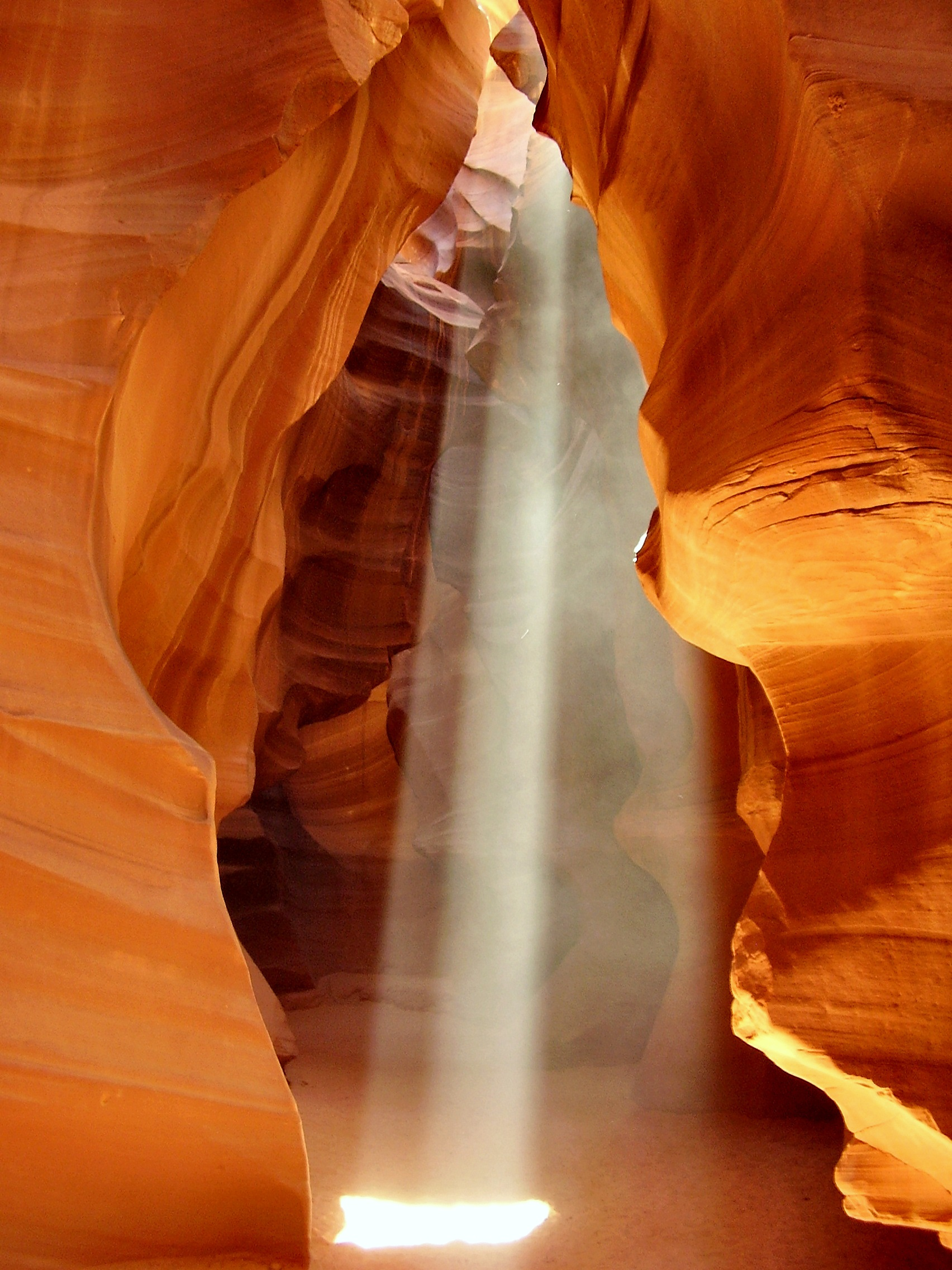
Der Antelope Canyon in Arizona, USA, als Beispiel eines Slot Canyons